# Ariël Jacobs
Ariël Jacobs (Vilvoorde, 25 luglio 1953) è un allenatore di calcio ed ex calciatore belga, di ruolo difensore.

## Palmarès

### Allenatore

#### Competizioni nazionali
- Coppa del Belgio: 2

La Louvière: 2002-2003
Anderlecht: 2007-2008
- Campionato belga: 1

Anderlecht: 2009-2010
- Supercoppa del Belgio: 1

Anderlecht: 2010
- Campionato danese: 1

Copenhagen: 2012-2013